# Wesel
Pour les articles homonymes, voir Wesel (homonymie).
Wesel (/ˈveːzl̩/) est une ville hanséate allemande située au bord du cours inférieur du Rhin. Elle se trouve à la limite nord-ouest de la région de la Ruhr en Rhénanie-du-Nord-Westphalie. C'est une commune autonome et le chef-lieu de l'arrondissement de Wesel du district de Düsseldorf ; elle est membre de la Hanse, de l'Eurorégion Rhin-Waal et de l'association cycliste des villes et agglomérations de Rhénanie-du-Nord-Westphalie.

## Géographie
La ville de Wesel se trouve à la confluence de la Lippe et du canal Wesel-Datteln dans le bassin rhénan, à peu près au centre du district de Wesel, peuplé de 180 000 habitants. Elle se trouve à 45 km de la frontière hollandaise et à 30 km de la Ruhr et forme la limite ouest du parc naturel de la Hohe Mark. Le Rhin baigne l'agglomération sur 17 km, la Lippe et le canal Wesel-Datteln chacun sur 7 km de leur cours. Dans le plan d'urbanisme, Wesel représente le centre de l'agglomération.

## Histoire
| Appartenances historiques Comté de Clèves 1100-1417 Duché de Clèves 1417-1795 Royaume de Prusse 1795-1797 République cisrhénane (Roer) 1797-1802 République française (Roer) 1802-1804 Empire français (Roer) 1804-1815 Royaume de Prusse (Province de Juliers-Clèves-Berg) 1815-1822 Royaume de Prusse (Province de Rhénanie) 1822-1918 Empire allemand 1871-1918 République de Weimar 1918-1933 Reich allemand 1933-1945 Allemagne occupée 1945-1949 Allemagne de l'Ouest 1949-1990 Allemagne 1990-présent |

### Antiquité
Les fouilles menées dans les gravières de Bislich témoignent d'une occupation du site de Wesel à l'âge du bronze et à l'âge du fer. De par les crues épisodiques du Rhin et de la Lippe, l'histoire ancienne de la ville n'a pu être reconstituée que de façon très fragmentaire. Il est très vraisemblable que les Romains, lorsqu'ils occupèrent la basse vallée du Rhin sous Auguste et qu'ils fondèrent Castra Vetera (l'actuelle Xanten) sur la rive gauche du Rhin, établirent en rive droite un avant-poste à l'emplacement de l'actuelle Wesel ; mais aucune trace n'a pu en être retrouvée à ce jour.

### Moyen Âge
La première occupation permanente du site de Wesel, postérieure aux Grandes invasions, est un bourg à la confluence de la Lippe avec le Rhin, à la cascade de Lippeham, d'où l'empereur Charlemagne entreprit plusieurs campagnes contre les Saxons et les Danes. Le développement ultérieur de ce village est pour une grande part mal connu : sans doute fut-il emporté lors des crues successives du Rhin et de la Lippe et ré-occupé par la suite.

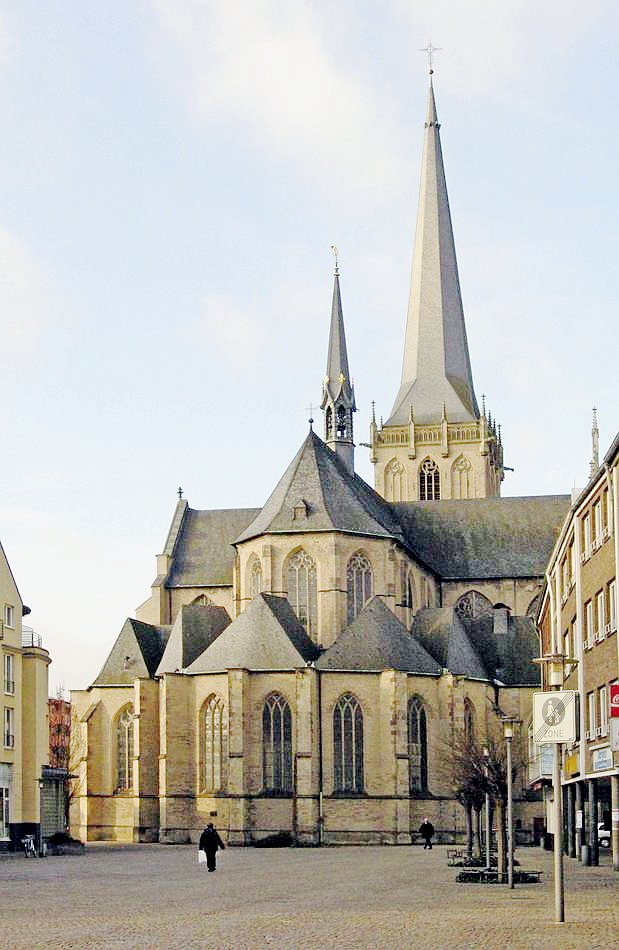
Vue du chœur de la cathédrale Saint-Willebrord, à Wesel.

L'origine de la ville médiévale est sans doute une motte franque, qui se trouvait à l'emplacement du Marché aux Blés. Un diplôme de l'Abbaye d'Echternach datant du VIIIe siècle évoque pour la première fois le toponyme de Wesele. Les fouilles effectuées parmi les ruines de la cathédrale Saint-Willibrord après la Seconde Guerre mondiale permirent de retrouver les vestiges d'une église en charpente de bois du VIIIe siècle. Un édit du roi Henri IV daté du 1er mai 1065 ordonne la restitution de l'église et des biens de la « villa Wisele » à l'Abbaye d'Echternach.
Au début du XIIe siècle, Wesel, que sa position à la confluence de deux rivières avait transformé en marché d'échange important, échut aux comtes de Clèves. Avec la charte urbaine octroyée à Wesel au mois de septembre 1241, les bourgeois obtinrent un certain nombre de privilèges, dont le droit d'héritage et la dispense de payer à tous les octrois des états comtaux. En 1277, la franchise sur la bière et le droit de foire vinrent s'y ajouter, et un tribunal permanent fut institué en ville.
Alors qu'au XIIIe siècle le commerce se limitait à la vente de vivres et d'articles d'artisanat local, un nouvel essor économique au XIVe siècle permit de proposer à la vente des matières premières transformées et des produits finis. L'industrie du drap, en particulier, fit la fortune de Wesel, qui rejoignait la Hanse en 1407. La ville devint ainsi un des plus importants marchés et une plaque tournante pour le commerce depuis la Hollande et la Westphalie vers Cologne. Dès le congrès de la Hanse à Lübeck en 1447, Wesel comptait parmi les cinq villes de la Hanse de Cologne.
L'essor économique transparaît dans les édifices de cette période, comme l'hôtel de ville édifié entre 1456 et 1457, l'un des édifices profanes en gothique flamboyant les plus célèbres de Rhénanie. De 1498 à 1540, la cathédrale Saint-Willebrord fut agrandie en une cathédrale à cinq nefs de style gothique flamboyant. La  Tour érigée en 1478 fut élevée au-dessus de la précédente cathédrale à trois nefs (1424-1480).
Un collège, qu'on appelait alors « École de latin » et qui existe toujours, ouvrit ses portes en 1342. Il porte depuis  1984 le nom de son plus célèbre élève, Konrad Duden.

### Renaissance et Réforme

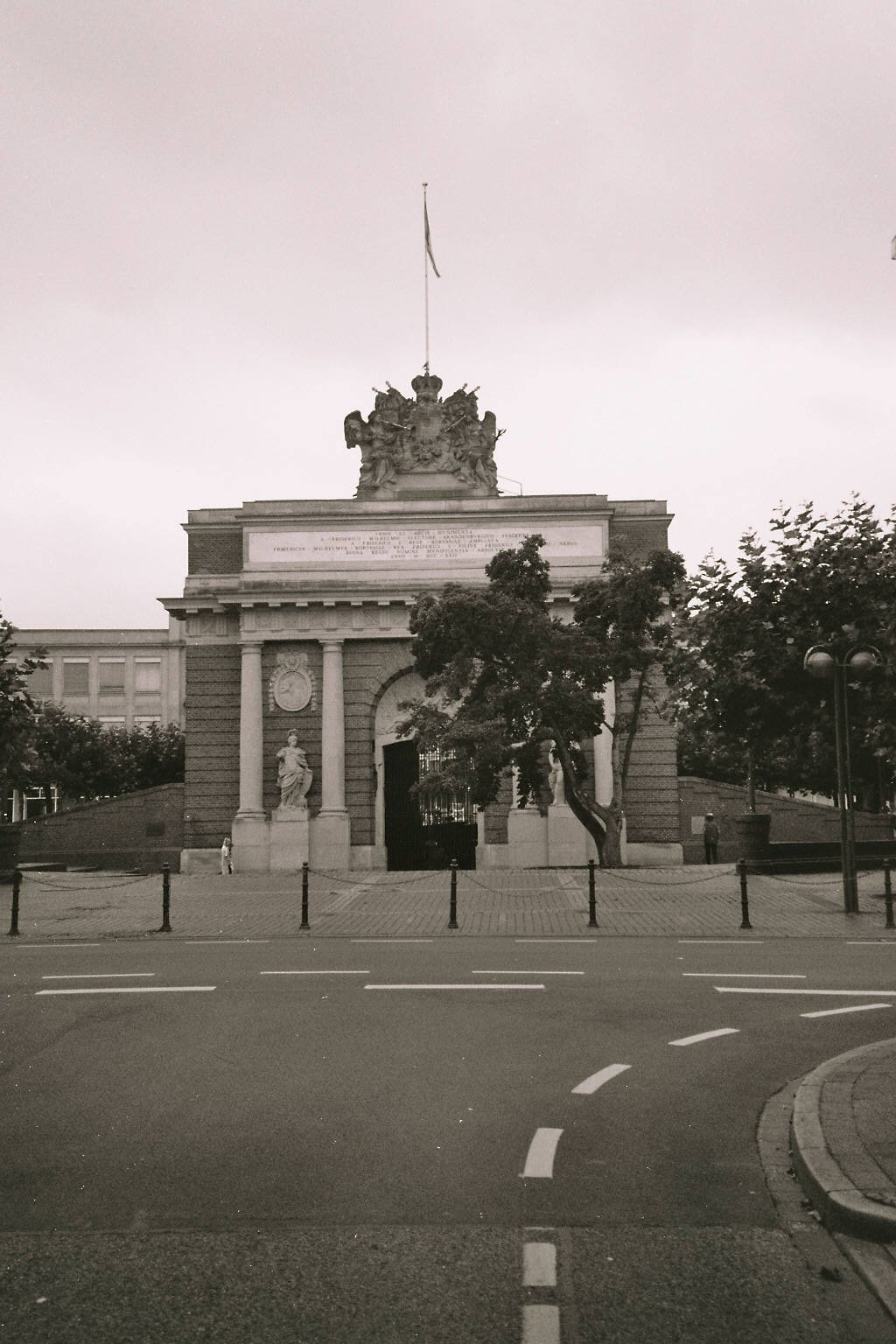
Porte de Berlin.

Contrairement aux villes voisines, la Réforme fit très tôt sentir ses effets à Wesel. À la Pâques de 1540, selon le souhait des bourgeois, la communion « sous les deux espèces » fut célébrée par le juge ducal, les échevins et 1500 bourgeois dans la cathédrale Saint-Willibrord. De ce jour, Wesel devint une ville du Refuge, qui accueillit plusieurs émigrés protestants, fuyant principalement les Pays-Bas. Les protestants hollandais se constituèrent en nouvelle église lors du synode de Wesel en 1568, qui eut une influence déterminante sur la confession de foi des Églises évangéliques hollandaises et allemandes.
En 1609, Wesel et l'ensemble du duché de Clèves échoit aux électeurs de Brandebourg. Au cours de la guerre de Quatre-Vingts Ans, elle est d'abord occupée par les Espagnols, jusqu'à ce qu'en 1629 elle soit enlevée par les troupes des Provinces-Unies. Puis elle est assiégée par les régiments de Navarre, d'Auvergne puis occupée militairement par les Français de 1672 à 1680. Sous le règne de l'électeur Frédéric-Guillaume, la ville se dote enfin de fortifications, complexe formé de fossés et de bastions. La ville ne comprend alors que les quartiers de l'Altstadt et le faubourg de Mathena, et la loi de Rayon interdit toute extension au-delà des remparts : des treize portes qui se dressaient du temps de la Hanse, on n'en conserve que quatre. Du XVIe siècle au XIXe siècle divers ouvrages fortifiés seront ajoutés, notamment par la Prusse et la France.
Le 12 août 1730, une semaine après sa tentative de fugue ratée, le prince Frédéric de Prusse, futur Frédéric le Grand, rencontra sur les remparts de Wesel son père, le roi-sergent, qui voulait le tuer à la suite des propos violents qu'il lui avait tenus. Seule l'intervention du commandant de la place, le général von der Mosel, empêcha une tragédie

### AuXIXesiècle
Par le Traité de Schönbrunn (15 décembre 1805), la Prusse, restée neutre au cours de la Cinquième Coalition, reçoit le Hanovre et cède la place forte de Wesel à la France. En janvier 1808, la ville est organisée comme tête de pont de l'Empire français sur la rive droite du Rhin et chef-lieu du 9e canton de l'arrondissement de Clèves dans le  département de la Roer. C'est dans cette ville que, le 16 septembre 1809, les onze officiers des corps francs de Ferdinand von Schill furent fusillés.
À l'abdication de Napoléon, la Prusse réclama le retour de cette place forte dans le royaume des Hohenzollern. Le 23 avril 1816, la réforme administrative prussienne fit de Wesel une ville du district de Rees, rattaché en 1824 à la province de Rhénanie. Le 20 mai 1842, le siège du district fut transféré de Rees à Wesel, mais le nom du district fut maintenu (« District de Rees, siège à Wesel »).
Wesel devient dès lors surtout une ville de garnison, dans laquelle sont stationnés jusqu'à la Première Guerre mondiale des unités de toutes les armes (infanterie, artillerie, cavalerie et sapeurs). Ainsi, en dépit de sa situation géographique privilégiée et de ses infrastructures développées, Wesel ne fut plus en état de concurrencer économiquement les autres villes de la Ruhr. Lorsqu'on démantela les fortifications en 1886, le rattachement au bassin industriel et houiller n'était plus d'actualité. La première enceinte, qui entourait le vieux centre-ville, fut rapportée par-dessus les anciens murs d'enceinte (« remblai en glacis »).

### Guerres mondiales et reconstruction
Wesel, au cours de la Première Guerre mondiale, est un point de rassemblement des troupes allemandes pour le front de l'Ouest. À la suite du Traité de Versailles qui stipule la démilitarisation de la Rhénanie, la ville perd sa fonction militaire. Ce n'est qu'après le référendum de réunification de la Sarre alors sous mandat de la Société des Nations avec l'Allemagne et l'arrivée au pouvoir des Nazis que de nouveaux contingents investissent l'ancienne citadelle.

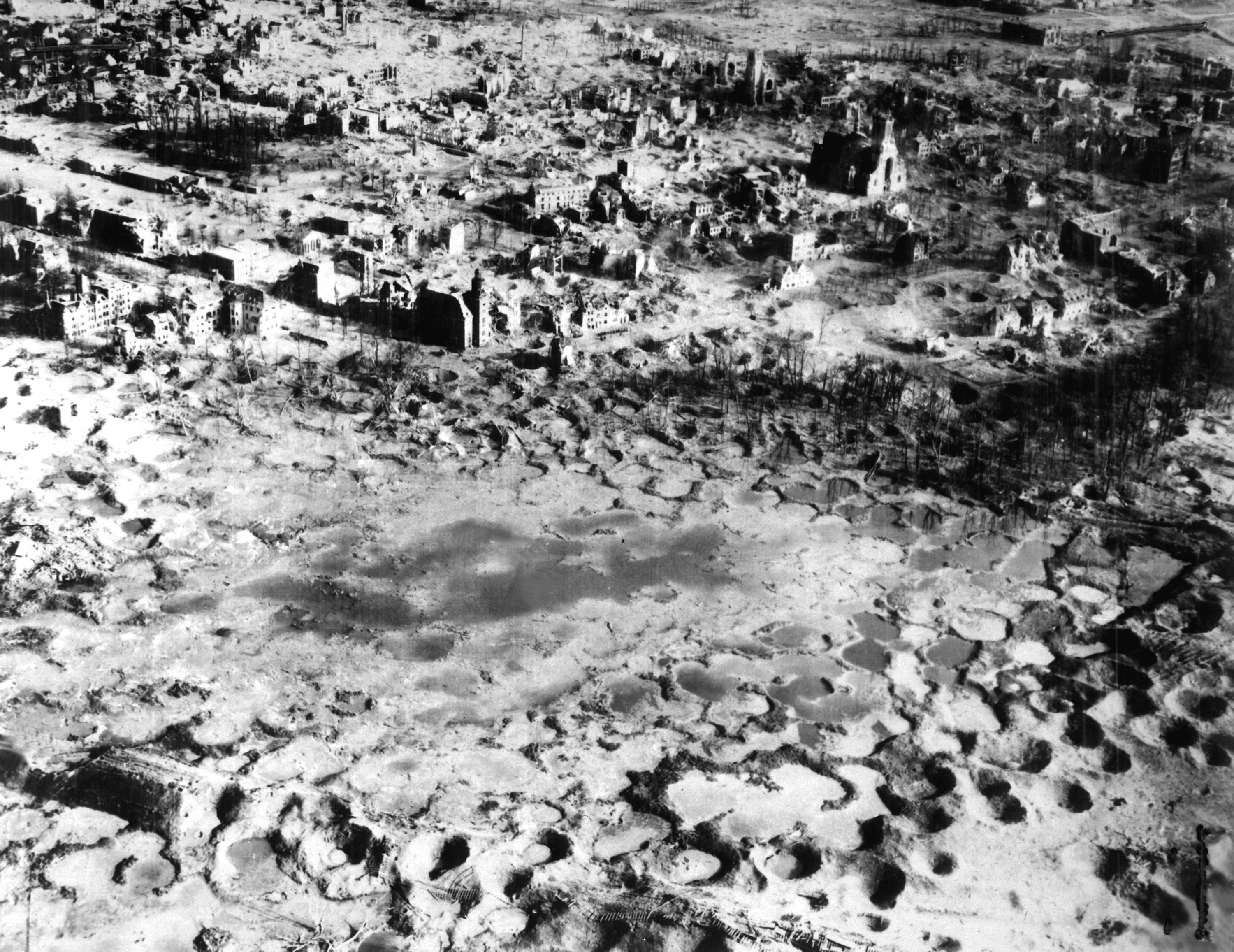
Wesel en 1945: la ville est presque entièrement rasée par les tapis de bombes des Alliés.

Du fait de sa situation stratégique, la ville devient dès la fin de la bataille d'Angleterre la cible privilégiée de l'aviation anglaise, puis alliée. Finalement, les 16, 17 et 19 février 1945, Wesel est pratiquement rayée de la carte par les bombardements aériens et les tirs d'artillerie alliés. Les ponts franchissant le Rhin et la Lippe avaient été minés par la Wehrmacht, notamment le viaduc de chemin de fer de 1 950 m de portée, détruit le 10 mars, et qui fut le dernier franchissement du Rhin défendu par les Allemands. Le 23 mars, la ville fut de nouveau bombardée en préparation de l'Opération Plunder, 3 000 réfugiés étant pris sous le feu. 97 % des édifices étaient détruits lorsque les Alliés, vainqueurs, traversèrent les ruines.
Le déblaiement systématique des ruines et les premières reconstructions ne furent entrepris qu'au cours de l'été 1946, sous l'impulsion d'une association appelée Wesel hilft sich selbst (« Wesel s'en sort seule »). On reconstruisit même certains édifices publics, en particulier la cathédrale Saint-Willibrord grâce à une association appelée Willibrordi-Dombauverein.

## Démographie
| Date             | Population |
| ---------------- | ---------- |
| 1er janvier 1914 | 24 000     |
| 17 mai 1939      | 24 632     |
| 19 février 1945  | 1 900      |
| 15 décembre 1945 | 4.916      |
| 31 décembre 1946 | 10.871     |
| 31 décembre 1947 | 12.232     |
| 31 décembre 1948 | 15.906     |
| 31 décembre 1949 | 16.838     |
| 24 octobre 1950  | 18.713     |
| 12 décembre 1950 | 18.816     |
| 31 décembre 1951 | 20.126     |
| 31 décembre 1952 | 21.441     |
| 31 décembre 1953 | 22.893     |
| 31 décembre 1954 | 24.226     |
| 31 décembre 1955 | 26.156     |
| 31 décembre 1956 | 27.685     |
| 1er janvier 1957 | 27.685     |
| 31 décembre 1958 | 31.308     |
| 1er janvier 1959 | 31.308     |
| 31 décembre 1960 | 32.633     |
| 1er janvier 1961 | 32.633     |
| 31 décembre 1961 | 33.143     |
| 31 décembre 1962 | 33.443     |

| Date             | Population |
| ---------------- | ---------- |
| 31 décembre 1963 | 33.439     |
| 31 décembre 1964 | 34.026     |
| 31 décembre 1965 | 35.167     |
| 31 décembre 1966 | 35.449     |
| 31 décembre 1967 | 35.004     |
| 30 décembre 1968 | 35.158     |
| 30 juin 1969     | 36.046     |
| 1er juillet 1969 | 46.360     |
| 31 décembre 1970 | 48.042     |
| 31 décembre 1971 | 48.909     |
| 31 décembre 1972 | 49.477     |
| 31 décembre 1973 | 49.783     |
| 1er janvier 1975 | 60.488     |
| 31 décembre 1975 | 60.758     |
| 31 décembre 1976 | 60.758     |
| 31 décembre 1977 | 61.261     |
| 31 décembre 1978 | 61.345     |
| 31 décembre 1979 | 61.590     |
| 31 décembre 1980 | 61.649     |
| 31 décembre 1981 | 61.715     |
| 31 décembre 1982 | 61.377     |
| 31 décembre 1983 | 60.672     |
| 31 décembre 1984 | 60.055     |

| Date             | Population |
| ---------------- | ---------- |
| 31 décembre 1985 | 59.800     |
| 31 décembre 1986 | 59.664     |
| 31 décembre 1987 | 59.816     |
| 31 décembre 1988 | 60.132     |
| 31 décembre 1989 | 61.219     |
| 31 décembre 1990 | 61.861     |
| 31 décembre 1995 | 66.731     |
| 31 décembre 2000 | 64.449     |
| 31 décembre 2001 | 64.482     |
| 31 décembre 2002 | 64.366     |
| 31 décembre 2003 | 64.319     |
| 31 décembre 2004 | 64.237     |
| 31 décembre 2005 | 61.711     |
| 31 décembre 2006 | 61.432     |

Sources
- 1914–30 juin 1999: archives municipales de Wesel (Siège et annexe)
- 31 décembre 1999–31 décembre 2004: Nicole Ruthert, Service des statistiques anciennes de Wesel (Siège et annexe)
- depuis 2005: Département des statistiques et d'exploitation des enquêtes de Rhénanie-Westphalie

## Jumelages
- Hagerstown (Maryland) (États-Unis) depuis 1952
- Felixstowe (Angleterre) depuis 1972
- Salzwedel (Allemagne) depuis 1990
- Kętrzyn (Pologne) depuis 2002

## Curiosités

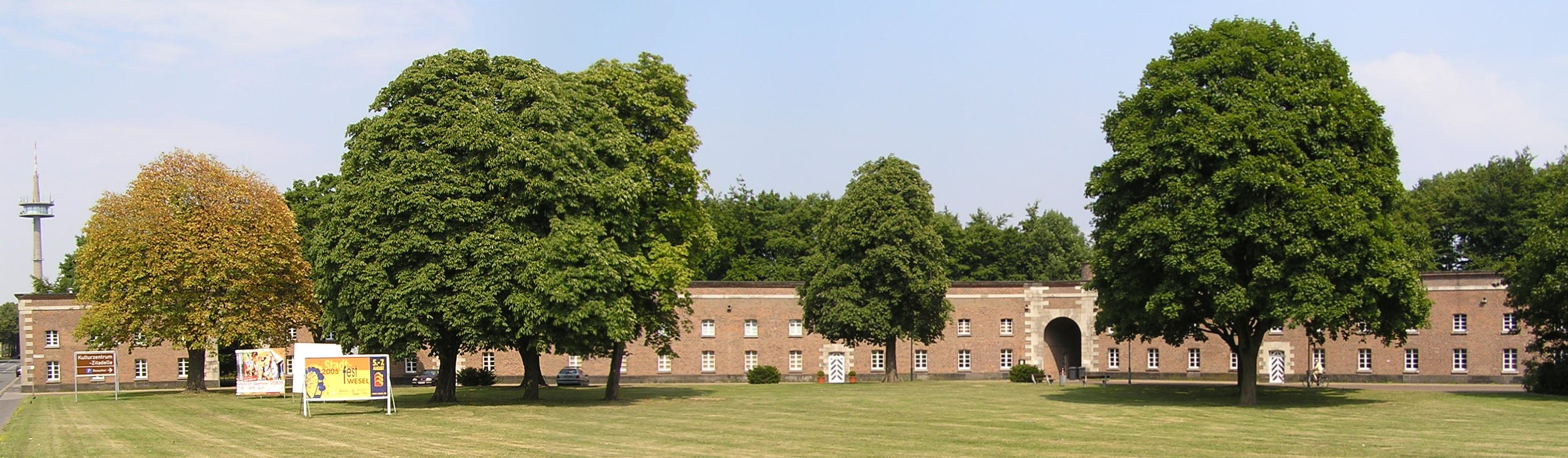
La caserne no 8 de la citadelle abrite aujourd'hui le conservatoire de musique et des arts plastiques.

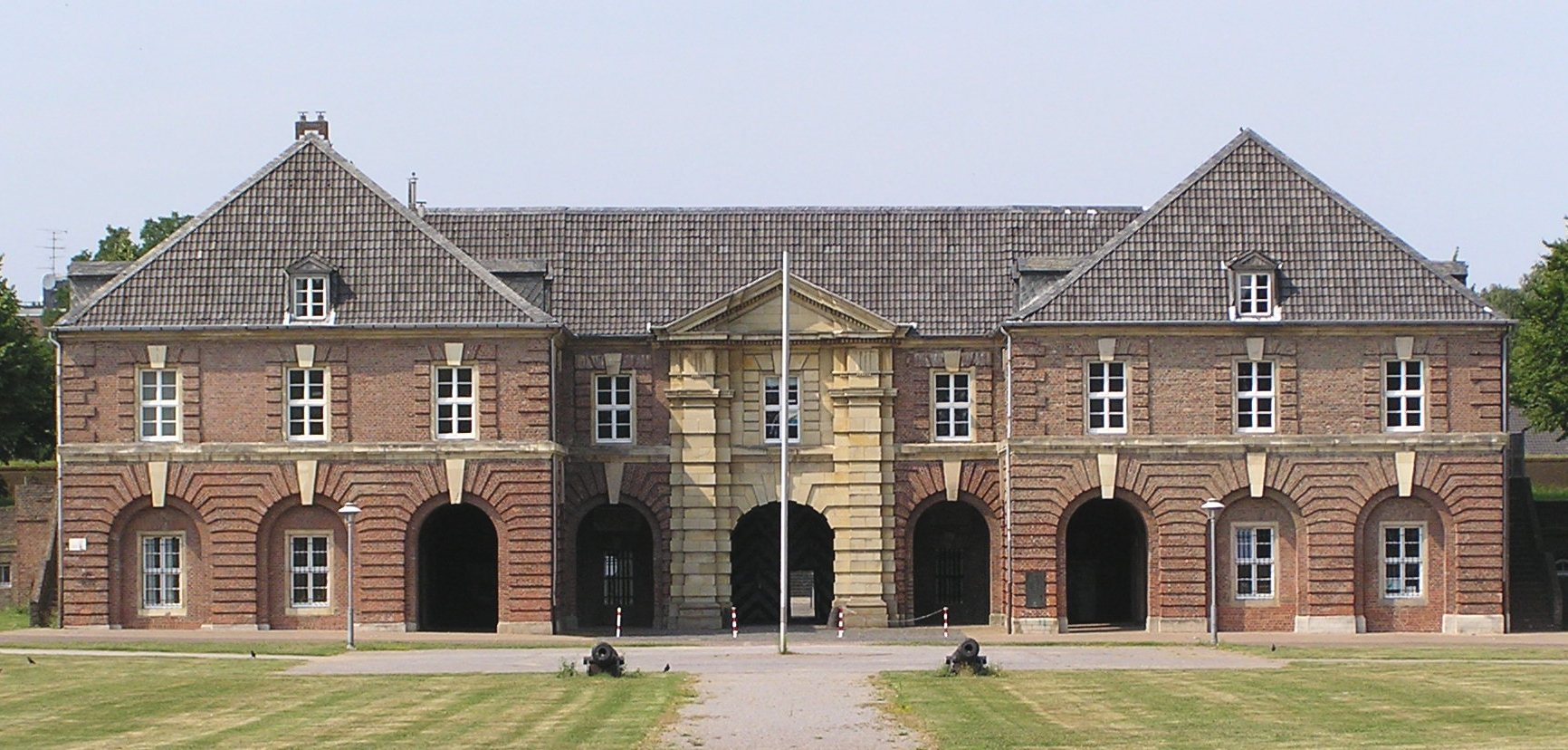
La Grande Porte de la citadelle.

### Théâtres et salles de concert
La Niederrheinhalle sur la colline de Fusternberg est un hall d'exposition.
La salle de spectacle municipale  accueille aussi bien des troupes d'acteurs invitées que des concerts de musique symphonique ou de musique de chambre. La cathédrale Saint-Willibrord et la salle de concert du conservatoire dans l'ancienne citadelle accueillent d'autres manifestations musicales.

### Musées
Le Muséum est réparti sur trois sites :
- la Galerie du centre-ville avec, outre une exposition saisonnière, deux expositions permanentes : Argenteries de Wesel et Le Serment de Wesel
- dans la citadelle :
  - La casemate von Schill, et
  - Le département Histoire des fortifications.

### Édifices religieux

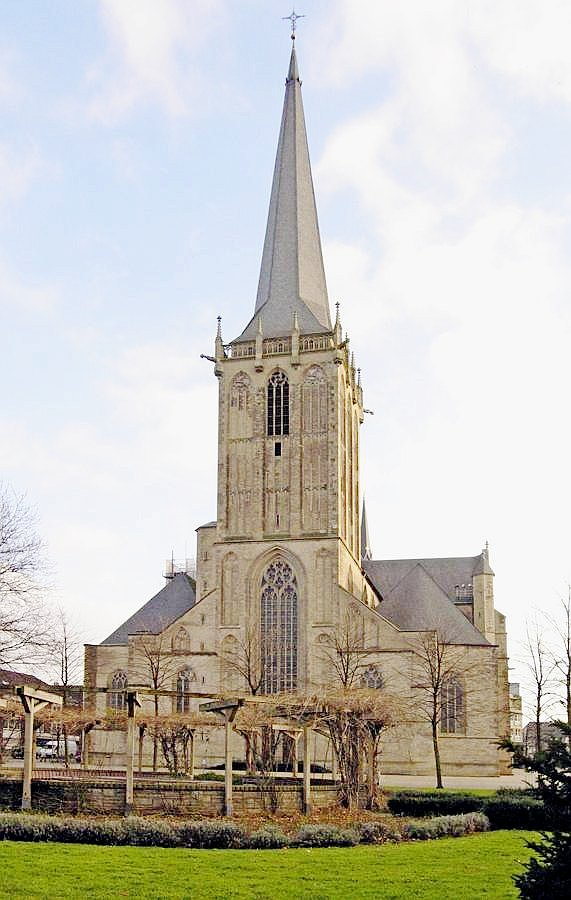
La façade ouest du temple protestant Saint-Willibrord.

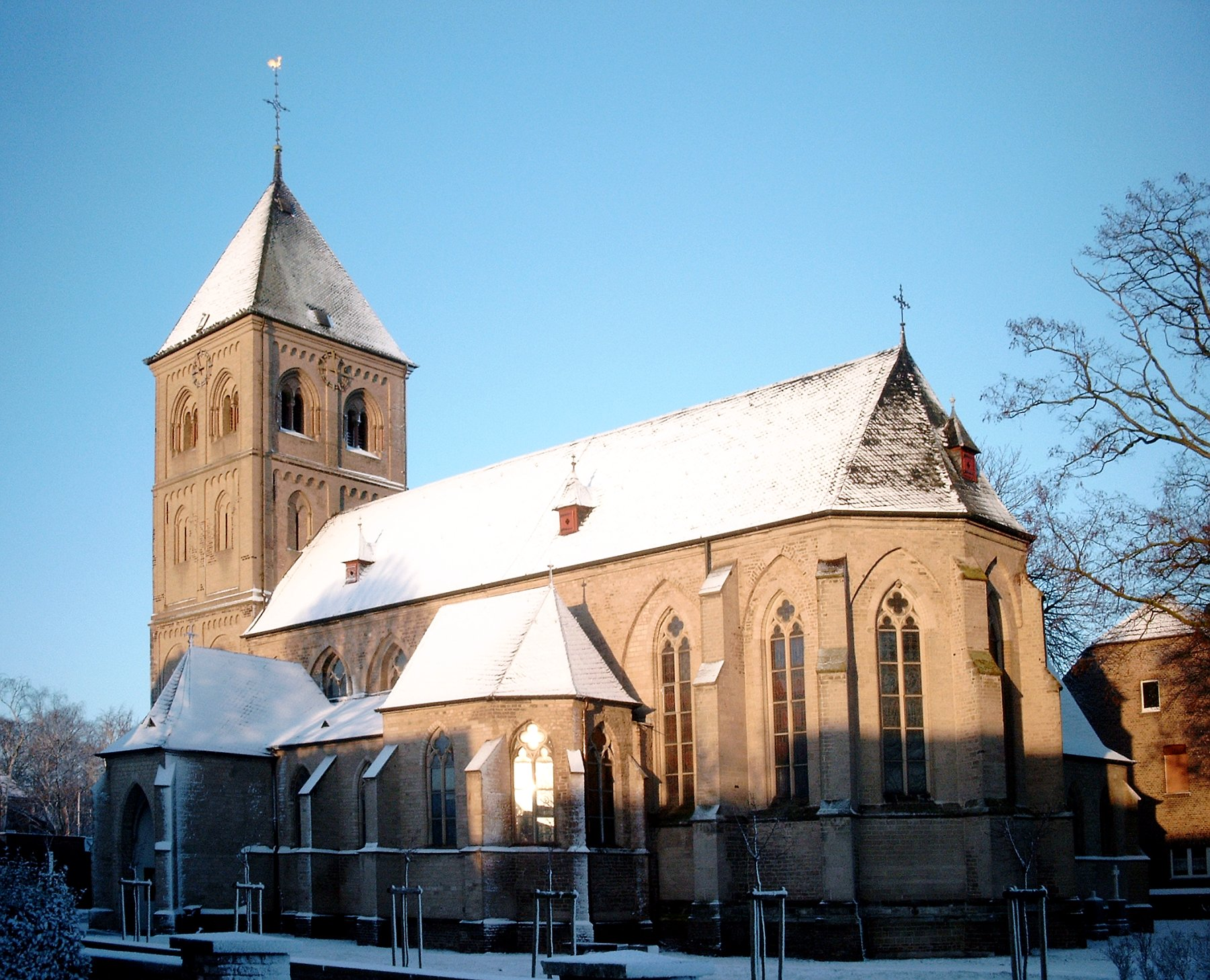
L’église Sainte-Marie de l'Ascension à Ginderich.

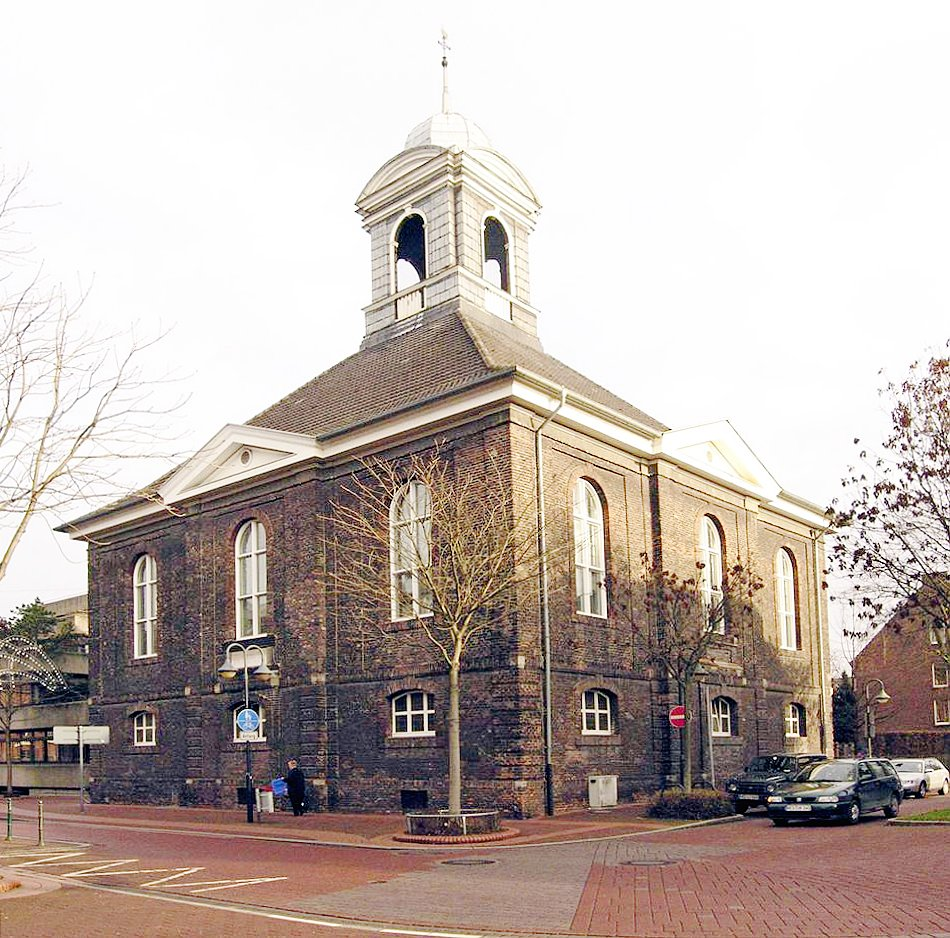
Le temple de Luther (Lutherhaus).

Le temple protestant Saint-Willibrord (1498–1540), place du Grand-Marché, est une basilique à cinq nefs de style gothique flamboyant ; son clocher date de 1478. Sur la façade est apposée une plaque commémorant Pierre Minuit (né à Wesel vers 1580), fondateur de New York, ancien diacre (Dem Diakon dieser Kirche und späteren Gründer von New York Peter Minuit, zun Gedächtnis).
L'église catholique Saint-Jean, dans la rue de Bislicher Dorf, est une basilique romane à triple nef du XIIe siècle, aménagée dans le style gothique à la fin du XIVe siècle.
L'église catholique Sainte-Marie de l'Ascension, dans le faubourg de Ginderich, a été édifiée entre 1280 et 1330 : son plan basilical témoigne de la transition entre architectures romane et gothique.
Le temple appelé Lutherhaus, qui remonte à 1729, est historiquement le premier temple de la communauté luthérienne. C'est aujourd'hui un service diaconal de conseil matrimonial , qui accueille ponctuellement les manifestations culturelles de la communauté protestante.
En 1949, une nouvelle église catholique, l’église Saint-Martin, au no 10 de la Martinistraße, a été édifiée sur les fondations d'une ancienne caserne. Certaines parties de l'autel et les statues des saints remontent au XVe siècle. La nouvelle église Sainte-Marie de l'Ascension (1952) recouvre la crypte de l'ancienne église des Dominicains de 1293. Autre église catholique récente, l'église de la Paix des Anges (Friedenskirche zu den Heiligen Engeln, 1956–1958), conçue par l’architecte Hans Schilling dans le quartier de Fusternberg, a été construite sur les fondations d'un ancien fort militaire.
Parmi les autres édifices religieux, citons le temple du château de Diersfordt (1775–1780) et le temple de Büderich (1835), conçu par Karl Friedrich Schinkel.

### Le marché aux blés
Le « Marché aux Blés » (Kornmarkt), dans le centre-ville, se trouve légèrement au nord du temple Saint-Willibrord. C'est sur ce site que se dressait au VIIIe siècle une motte castrale carolingienne autour de laquelle la ville s'est construite. Au Moyen Âge, la place pavée près du Grand marché était l'un des plus grands marchés de céréales de la région. Au milieu de la place, une petite fontaine est rehaussée des effigies en bronze de « Grand Henri » (Langer Heinrich) et du « Roi des Abeilles » (Bienenkönig), deux figures pittoresques de l'histoire locale.
Le Kornmarkt est aujourd'hui surtout réputé pour ses cafés et ses restaurants, qui entourent cette place historique.

## Personnalités

### Citoyens d'honneur
- 1895 : comte Otto von Bismarck (1815-1898), ministre-président de Prusse et premier chancelier de l'Empire allemand
- 1917 : Paul von Hindenburg (1847-1934), maréchal et président de la république de Weimar de 1925 à sa mort

Le 4 avril 1933, Adolf Hitler reçoit également cette distinction « en reconnaissance des services rendus au Peuple et à la Patrie ». Il en est déchu à titre posthume par décision unanime du conseil municipal le 13 septembre 1983[réf. souhaitée].

### Personnalités nées à Wesel
- Johann Heinrich Achterfeld (1788-1877), théologien catholique
- Derick Baegert (né vers 1440, † vers 1515), peintre allemand du gothique tardif
- Adolf Ferdinand Wenceslaus Brix (1798-1870), ingénieur et mathématicien allemand
- Bartholomaeus Bruyn le Vieux (né en 1493, † 1555), portraitiste réputé
- Jean Théodore François Champion (1812-1889), général français
- Konrad Duden (1829-1911), lexicographe, unifia l'orthographe de l'allemand
- Heinrich Hart (1866-1906), écrivain et critique
- Jan Joest (vers 1455, † après 1519), peintre rhénan
- Hans Lippershey (né vers 1550, † 1619), inventeur de la longue-vue
- Pierre Minuit (né vers 1580-1585, † 1641), fondateur de La Nouvelle-Amsterdam (auj. New York)
- Michael Möllenbeck (* 1969), athlète et champion olympique
- Dieter Nuhr (* 1960), humoriste et comédien
- Daniel Nijs (1572-1647), marchand d'art
- Joachim von Ribbentrop (1893-1946), homme politique allemand nazi, ministre des Affaires étrangères sous le Troisième Reich
- Lou Scheper-Berkenkamp (1901-1976), auteure et illustratrice de livres pour enfants, costumière et scénographe

### Personnalités ayant vécu à Wesel
- Wytinck van Wesel, grand-père d'André Wytinck de Wesel connu comme André Vesalius ou André Vésale, médecin de Charles Quint
- Henri de Briquemault (1620-1692), y mourut.
- Le maréchal prussien Carl von Lottum (1650-1719), natif du faubourg de Diersfordt, commanda la place de Wesel après 1701.
- Le général français Dorsner (1750-1829) puis le général français Dallemagne commandèrent la place de Wesel en 1809.
- Le député régicide François Mallarmé y fut détenu par les Prussiens après son arrestation à Avesnes-sur-Helpe en 1815.
- Friedrich Ebert (* 1871; † 1925), président de la République de Weimar, obtint son brevet professionnel de bourrelier à Wesel
- Gilbert du Motier de La Fayette, marquis de La Fayette a été emprisonné dans la citadelle plusieurs mois par les prussiens en 1792.